# Đào Viên, Tràng Định
Đào Viên là một xã thuộc huyện Tràng Định, tỉnh Lạng Sơn, Việt Nam.
Xã Đào Viên có diện tích 71,22 km², dân số năm 1999 là 2.128 người, mật độ dân số đạt 30 người/km².
Theo thống kê năm 2019, xã Đào Viên có diện tích 71,22 km², dân số là 2.074 người, mật độ dân số đạt 29  người/km².